# زن خانه‌دار

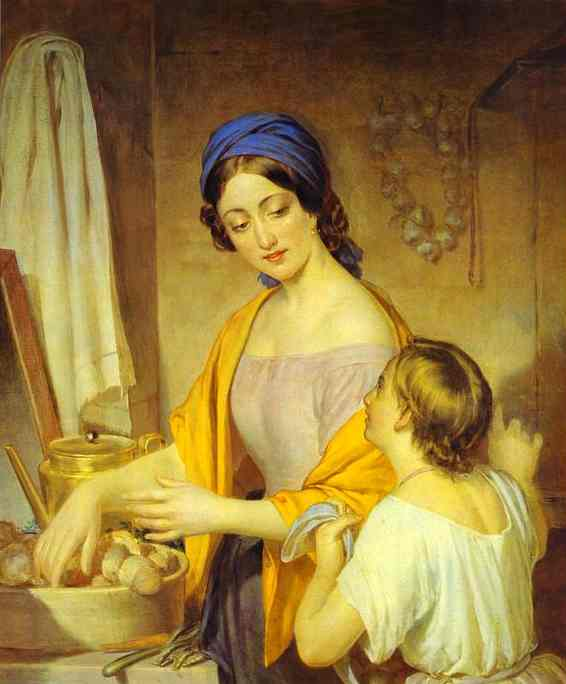
خانه‌دار جوان، نقاشی رنگ روغن، کاری از الکسی تیرانوف (۱۸۵۹–۱۸۰۱). موزهٔ روسیه در سن پترزبورگ، روسیه.

زنِ خانه‌دار، زنی است که شغل نداشته و پیشهٔ اصلیِ او خانه‌داری می‌باشد. به زنی که در خانه‌داری مهارت داشته باشد، کدبانو نیز گفته می‌شود. برخی افراد معتقدند که خانه داری نیز یک شغل است.
در سال‌های اخیر، در ایران، تلاش شده تا خانه‌داری یک شغل شمرده شود و زنانِ خانه‌دار بیمه شوند.